# Intercosmos 21
Intercosmos 21 fue el nombre de un satélite artificial soviético construido con el bus AUOS y lanzado bajo el programa Intercosmos de cooperación internacional el 6 de febrero de 1981 desde el cosmódromo de Plesetsk mediante un cohete Kosmos 3. El satélite contó con la colaboración de Checoslovaquia, Hungría, Rumanía y la República Democrática Alemana. Reentró en la atmósfera el 7 de julio de 1982.

## Objetivos
La misión de Intercosmos 21, al igual que la de Intercosmos 20, consistió en probar nuevos métodos para el estudio de los océanos y la superficie terrestre, probando además la recogida de datos automática emitidos por estaciones terrestres y marítimas.